# Hrušica (gmina Jesenice)
Hrušica – wieś w Słowenii, w gminie Jesenice. W 2018 roku liczyła 1630 mieszkańców.